# 金山 (演员)

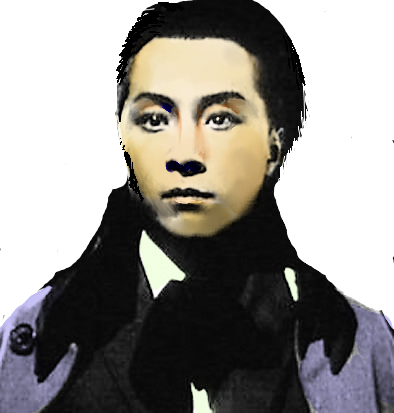
金山(1930年代)

金山（1911年—1982年7月7日），原名赵默，字缄可，祖籍湖南沅陵，生于江苏苏州，中国话剧与电影演员、导演，被称为“话剧皇帝”。他还曾任中国文联委员、中国戏剧家协会副主席、第五届全国政协委员等职。

## 生平
金山早年在上海闯荡时曾结识了上海滩知名人物杜月笙，并被其收为弟子。1932年他秘密加入中国共产党。同年调往中国左翼戏剧家联盟，1934出任上海左翼文化局同盟委员。次年起，与戏剧家章泯等参与组织上海业余剧人协会、四十年划剧社等，曾主演过话剧《娜拉》、《钦差大臣》、《赛金花》，电影《夜半歌声》、《狂欢之夜》等。在演《赛金花》时与扮演女主角的演员王莹相识相恋，其间曾帮助王莹运作挤掉蓝萍（后来的江青），让其成为话剧《赛金花》女主角，因此与蓝萍结仇。因王莹另结新欢，二人于1941年分手。抗日战争爆发后出任上海救亡演剧第二队副队长并在各地演出抗日救亡戏剧，后在八路军武汉办事处文艺组工作。1938年组建中国救亡剧团并任团长，前往东南亚进行演出，出演过的剧目包括《塞山风云》等。太平洋战争爆发后回国，1942年在重庆主演话剧《屈原》。期间与扮演婵娟的演员张瑞芳相爱并结婚，杜月笙为他们的证婚人。此后他参与组建中国艺术剧团并任总干事。抗战结束后他于1946年前往东北接收满洲映画协会（现长春电影制片厂），后自编自导了影片《松花江上》。
1949年中华人民共和国成立后，金山调往中国青年艺术剧院任副院长兼总导演。曾主演过《保尔·柯察金》、《万尼亚舅舅》等剧，还导演了《丽人行》、《文成公主》等剧。1950年在出演《保尔·柯察金》时与导演孙维世出轨，张瑞芳坚决与其离婚并调离北京去上海之后他立即与孙维世结婚。在与孙维世的蜜月刚过不久，他奉命率队前往朝鲜为拍摄一部电影创作做准备，期间与他的向导兼翻译、金日成的一位女秘书勾搭成奸，公然同居，影响极坏，事发后女秘书被金日成下令枪毙。周恩来得知后要求将金山其押回国内处分，后被开除党籍并撤销职务，并下放工厂劳动。并要求孙维世与金山“划清界限”，不过孙维世经过权衡没有离婚。文化大革命期间金山受到迫害，被监禁七年之久。1975年平反，此时他才得知孙维世已在7年前于狱中去世。1976年，65岁的他又与孙维世之妹孙新世成婚。1978年出任中央戏剧学院院长。1982年任兼任电视剧艺术委员会主任。同年7月逝世。

## 延伸阅读
[在维基数据编辑]
 在维基共享资源阅览影像